# 히로시마 방언
히로시마 방언(일본어: 広島方言 히로시마호겐(ひろしまほうげん)[*]) 또는 히로시마벤(일본어: 広島弁 히로시마벤(ひろしまべん)[*])은 히로시마현에서 사용되는 일본어의 방언이다. 히로시마 방언은 크게 서부(옛 아키국)의 아키벤과 동부(옛 빈고국)의 빈고벤으로 나뉜다. 빈고벤은 오카야마현과 가까운 후쿠야마시를 중심으로 사용되기 때문에 후쿠야마벤으로도 부른다. 두 방언의 모습은 상당히 다르며, 일반적으로 말하는 히로시마 방언은 히로시마현의 중심인 히로시마시를 중심으로 사용되는 아키벤을 가리키는 경우가 많다. 따라서 여기서는 특별한 주석이 없는 한 아키벤에 대해서 다룬다. 빈고벤에 대한 설명은 해당 문서를 참조하라.

## 개요
히로시마벤은 서일본 방언의 주고쿠 방언에 속한다. 서쪽의 야마구치현과 북쪽의 시네마현과 어휘·어법이 비슷하다. 그렇기 때문에 일반적으로 두 지역의 방언인 야마구치벤·이와미벤과 함께 니시추고쿠 방언으로 분류한다. 히로시마현은 세토 내해를 사이에 두고 마주본 에히메현과 고대부터 교류가 활발했으며, 이런 연유로 히로시마벤은 에히메현의 이요벤과 상당한 어휘나 어법을 공유한다. 다만 말의 악센트에는 차이가 있다.
후쿠야마벤은 악센트가 내륜(内輪) 도쿄식으로 히로시마벤의 중륜(内輪) 도쿄식과 차이가 있다. 또한 히로시마에서 バッカリ로 발음되는 〜ばかり(-만)를 バー라고 하는 등 어휘 면에서도 차이가 있다.
히로시마현은 일본에서 가장 많은 이민자를 배출한 '이민의 현'으로 알려져 있다. 특히 하와이 이민자의 30%는 히로시마 출신이고, 야마구치 등을 더해 보면 약 50%가 주고쿠 지방 출신이다. 게다가 히로시마 방언은 공통어와 유사성이 높다. 그렇기 때문에 하와이 일본계 사회는 히로시마벤을 기반으로 한 공통어를 쓰게 되었다.

## 주요 특징
일반적으로 비 히로시마 방언 사용자가 인지하는 이 방언(안게 방언)의 대표적인 특징은 1인칭 대명사 わし 와시[*], 2인칭 대명사 われ 와레[*]의 사용과 어미 じゃけぇ 쟈케[*], じゃけん쟈켄과 노오 のう／のぉ 노오[*]등의 사용이다. 히로시마가 주배경으로 등장하는 야쿠자끼리의 혈투를 그린 후카사쿠 긴지 감독의 영화 《仁義なき戦い》가 대히트하면서 이후 일본의 야쿠자 영화와 만화등에서 히로시마 방언이 좋지 않은 이미지로 새겨지면서 지역민들의 원성을 샀다. 실제 영화나 TV 등에서 묘사되는 히로시마 방언은 지역민의 실제화법에 견주어 볼때 꽤 과장되게 묘사되어 있는 것이 사실이다. 실제로는 느긋한 세토나이 지역의 풍토를 반영한 느릿하고 소박한 느낌의 방언이라고 한다.
- 현의 서부지역은 이웃한 야마구치현의 방언과 겹친다. のう／のぉ가 のぉや로 변하는 것이 그 일례이다.
- 히로시마 시의 노년층은 JR열차를 일본어: 汽車 기샤[*](기차), 노면전차를 일본어: 電車 덴샤[*](전차)로 불러 둘을 구별한다.
- 과거 하와이주 또는 캘리포니아의 표준어라고 불릴 정도로, 19~20세기 초의 닛케진(日系人)들 사이에서 널리 쓰이는 방언이었다.

## 대표적인 표현
- 元気かいのー、どがいしょーるんの? 겡키카이노- 도가이쇼-룬노?[*] 잘 지내요? 어떻게 지내십니까?
- わしゃー、生まりゃー、広島じゃけ 와샤- 우마랴- 히로시마쟈케[*] 나는 히로시마 태생이야.
- ひろしまよりか、とーきょーのほーが、まちゃーおーきーで 히로시마요리카 도-쿄-노호-가 마쨔-오-키-데[*] 히로시마보다 도쿄쪽이 도시가 크겠지.

## 히로시마 방언을 쓰는 유명인
- 앙가루즈(개그콤비)
- 기무라 가즈시(J리그 축구선수, 축구해설자)
- 니시다 아쓰시(연예인)
- 퍼퓸 (아이돌)

### 내용주
1. ↑  빈고벤은 오카야마현의 것과 같은 히가시산요 방언으로 분류한다. 일본어의 방언 문서를 참조하라.

### 참조주
1. ↑  灰谷謙二 (2010년 03월). “『しまなみ海道』と瀬戸内海方言の東西流通”. 《尾道大学地域総合センター叢書（2011年度まで）》 (尾道大学地域総合センター) 3 (おのみち今昔): 3–14. doi:10.18899/chi.03.01. ISSN 1883-0943. 2022년 10월 3일에 원본 문서에서 보존된 문서. 2022년 7월 21일에 확인함.
2. ↑  中東靖恵 (2019년 12월 20일). “海を渡った広島方言 : 海外日系移民社会における方言の継承と変容”. 《岡山大学文学部紀要》.
3. ↑  공통어로는 だから(때문에）